# Primus Pilus

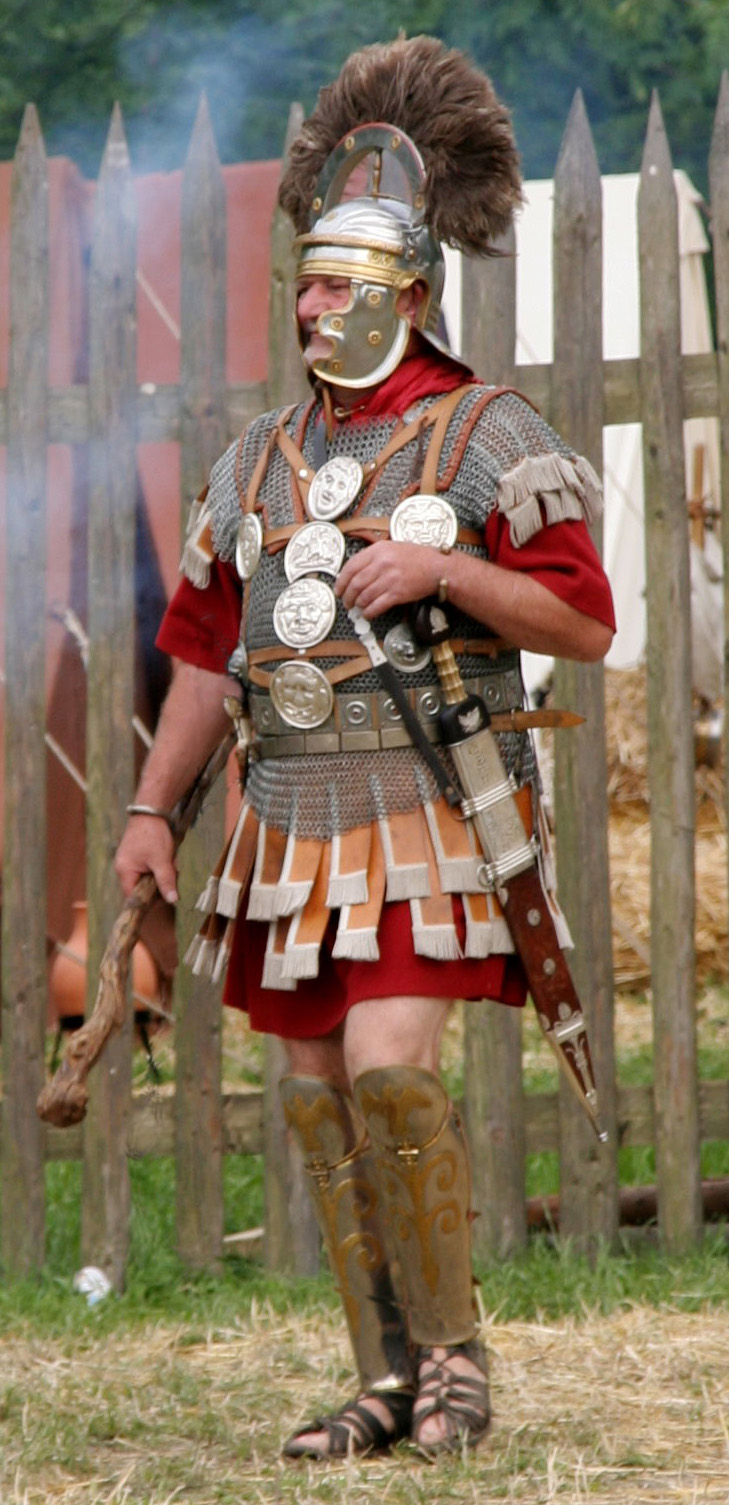
Reenactor der einen hochdekorierten Centurio (Phalerae) des 1. Jhd. nach Chr. darstellt

Der Primus Pilus (lateinisch primus „der erste“, und pilus „aus dem Manipel der Triarier“ von pilum „Speer“) war der höchstrangige Centurio einer römischen Legion, der die 1. Centurie des 1. Manipel der 1. Kohorte führte. Neben der besonderen Verantwortung für das Feldzeichen der Legion, war dies eine herausragende Ehrung, die mit erheblichen materiellen Privilegien verbunden war und in der Regel nur für das letzte Dienstjahr vergeben wurde.

## Funktion
Wie die dienstältesten Führer der anderen neun Kohorten war der Primus Pilus ein Pilus Prior, d. h. er führte das erste Manipel und hatte damit auch die Befehlsgewalt über die ganze erste Centurie und, sofern dafür kein Militärtribun eingesetzt war, auch die Kohorte. Als ranghöchster Centurio war er zudem Sprecher der Centurionen und nahm an den Beratungen des Stabes des Legaten teil. Er war verantwortlich für den Schutz des Legionsadlers. In der Regel wurden nur verdiente Männer in der Stellung eines Primus aus dem Kreis der Triarier oder seltener aus dem Kreis der Principes zum Primus Pilus befördert. Sie erhielten den zehn- bis dreißigfachen Sold eines einfachen Legionärs. Ein Primus Pilus, der eine zweite Amtszeit erreichte, erhielt den Titel Primus Pilus bis, alle, die die Funktion ausgeübt hatten, wurden unter dem Titel Primipilaris geführt.
Diese außerordentlich prestigeträchtige Stellung, die zudem ein Mindestalter von 50 Jahren voraussetzte, konnte ein Centurio – wenn überhaupt – meistens erst im letzten Jahr vor der Dienstentlassung erreichen. Durch eine Entlassungsprämie von ungefähr einer halben Million Sesterzen hatte ein Primus Pilus im Anschluss daran gute Chancen, in den Ritterstand aufzusteigen und in der (Provinz-)Verwaltung wichtige Positionen einzunehmen. Nach dem 1. Jahrhundert gibt es Beispiele für den Aufstieg eines Primus Pilus zum Lagerpräfekten oder Tribunen. Der Sohn eines Primus Pilus hatte ebenfalls gute Chancen, in der Legion als ranghoher Centurio oder in der Verwaltung Karriere zu machen. In der Hierarchie einer Legion nahm der Primus Pilus die vierthöchste Stellung ein.